# La Vierge et l'Enfant avec la famille du bourgmestre Meyer
La Vierge et l'Enfant avec la famille du bourgmestre Meyer, également appelée Madone de Darmstadt ou encore Madone au manteau de Grâce, est un tableau du peintre allemand Hans Holbein le Jeune (1497-1543). Réalisé entre 1526 et 1528 à Bâle, ce tableau est considéré comme l’œuvre maitresse d'Holbein le Jeune. Ce retable, une huile sur bois de 146,5 × 102 cm, a longtemps été exposé au Schlossmuseum (de) de Darmstadt, avant d'être prêté au Städel Museum de Francfort, puis finalement acquis par un collectionneur particulier en 2011.

## Description
En 1529, le protestantisme devint la religion officielle à Bâle, ville dont le richissime fils de commerçant et chef d’armée Jakob Meyer zum Hasen (1482-1530/31), commanditaire de cette œuvre, est quelque temps le bourgmestre. Meyer est l’homme en prières pieusement agenouillé à gauche. Grâce à lui, Holbein avait obtenu diverses commandes qui contribuèrent à l’essor de sa carrière. Meyer était un fervent catholique, comme en témoigne ce panneau. La Vierge Marie, l'une des principales « cibles » des protestants, offre une protection attentive à Jakob Meyer abrité sous son manteau, motif très répandu dans l’art médiéval. La scène se situe en plein air, comme en témoignent les pampres stylisés et les feuilles de figuier qui se détachent sur le fond bleu du ciel. À l’arrière est représentée la première épouse de Meyer, déjà décédée en 1511. À sa gauche agenouillée Dorothea Kannenguiesser, sa seconde épouse.

## Histoire de l'œuvre
En 1606, le tableau devint la propriété d'un magistrat de Bâle, puis après quelques pérégrinations est situé à Paris en 1822 aux mains d'un certain Delahante. Ce dernier le revendit 2 500 thalers au prince Guillaume de Prusse. La fille de Guillaume épousa le prince Charles de Hesse-Darmstadt et apporta en dot le tableau qui resta désormais la propriété du grand-duché.
Entre-temps, le musée de Dresde avait fait l'acquisition d'un tableau quasi identique en 1774. La polémique entre les deux villes Dresde et Darmstadt s'engage chacune prétendant disposer de l'exemplaire original. Le dilemme ne fut tranché qu'en 1871 par une exposition contradictoire des deux tableaux devant un jury d'experts qui trancha en faveur de la Madone de Darmstadt en estimant que celle de Dresde était une copie du XVIIe siècle.

## Vente et localisation actuelle
Depuis 2003, ce tableau faisait partie des collections du Städel Museum de Francfort, qu’il avait intégré au titre d’un prêt. Le musée, qui espérait pouvoir le conserver, s’en était également porté acquéreur. Mais son offre à 40 millions d’euros s’est révélée insuffisante.
À l'été 2011, le tableau a été vendu au milliardaire et collectionneur d'art allemand Reinhold Würth pour une somme tenue secrète. Avec un prix supérieur à 50 millions d’euros, ce tableau constitue l’œuvre d’art la plus chère qui ait été achetée en Allemagne depuis la Seconde Guerre mondiale.

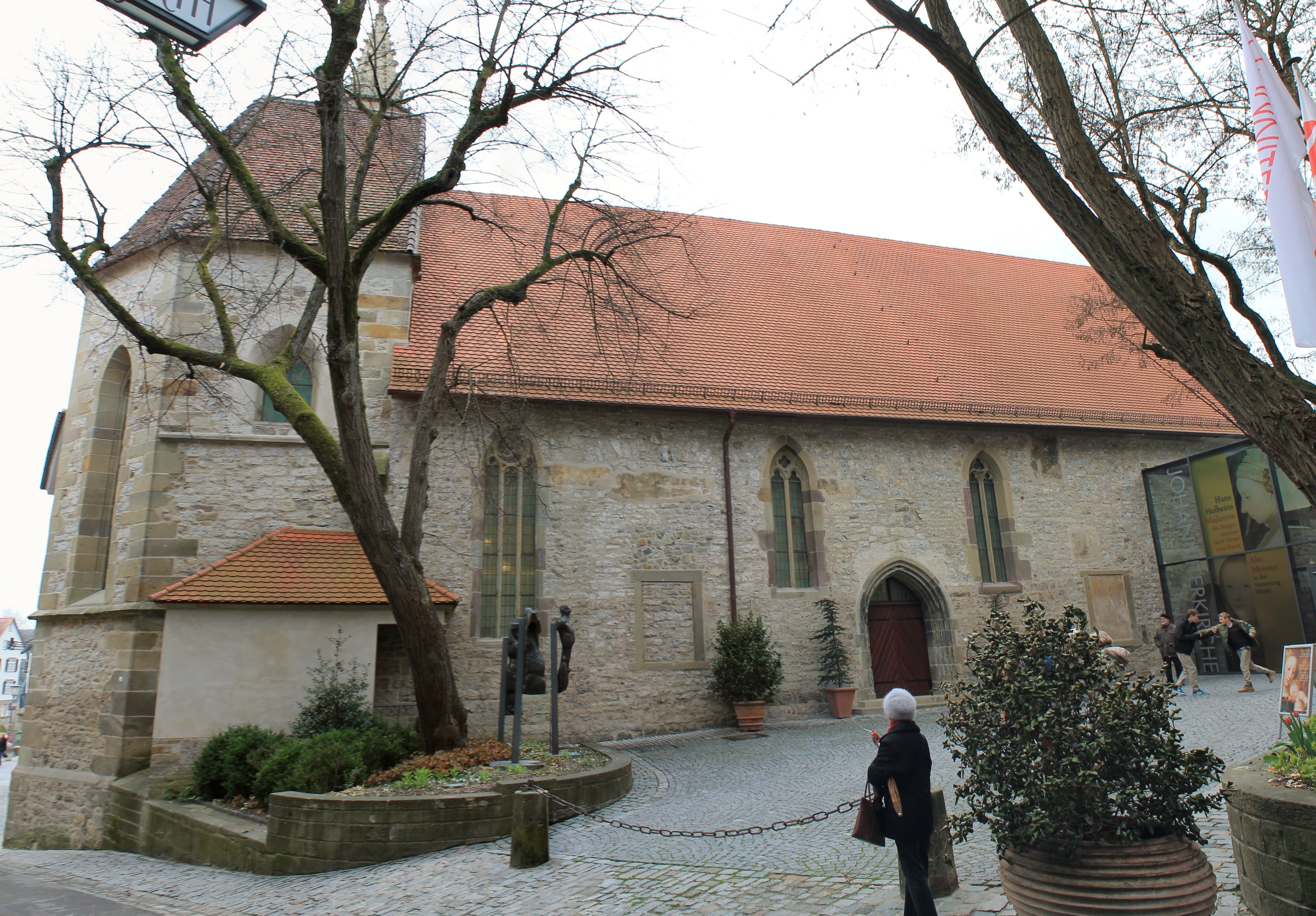
La Johanniterkriche à Schwäbisch Hall pour les œuvres médiévales et Renaissance

Il est exposé depuis le mois de janvier 2012 à Schwäbisch Hall (Wurtemberg), plus précisément dans l'église des Chevaliers de l'Ordre de Saint-Jean de Jérusalem (en allemand Johanniterkirche), l'ancienne église du couvent du XIIe siècle reconvertie en musée, en réalité une annexe de la Kunsthalle Würth installée dans la même ville à quelques mètres de la chapelle. Le mécène Reinhold Würth a souhaité que l'entrée à ses musées à Schwäbisch-Hall soient gratuits.

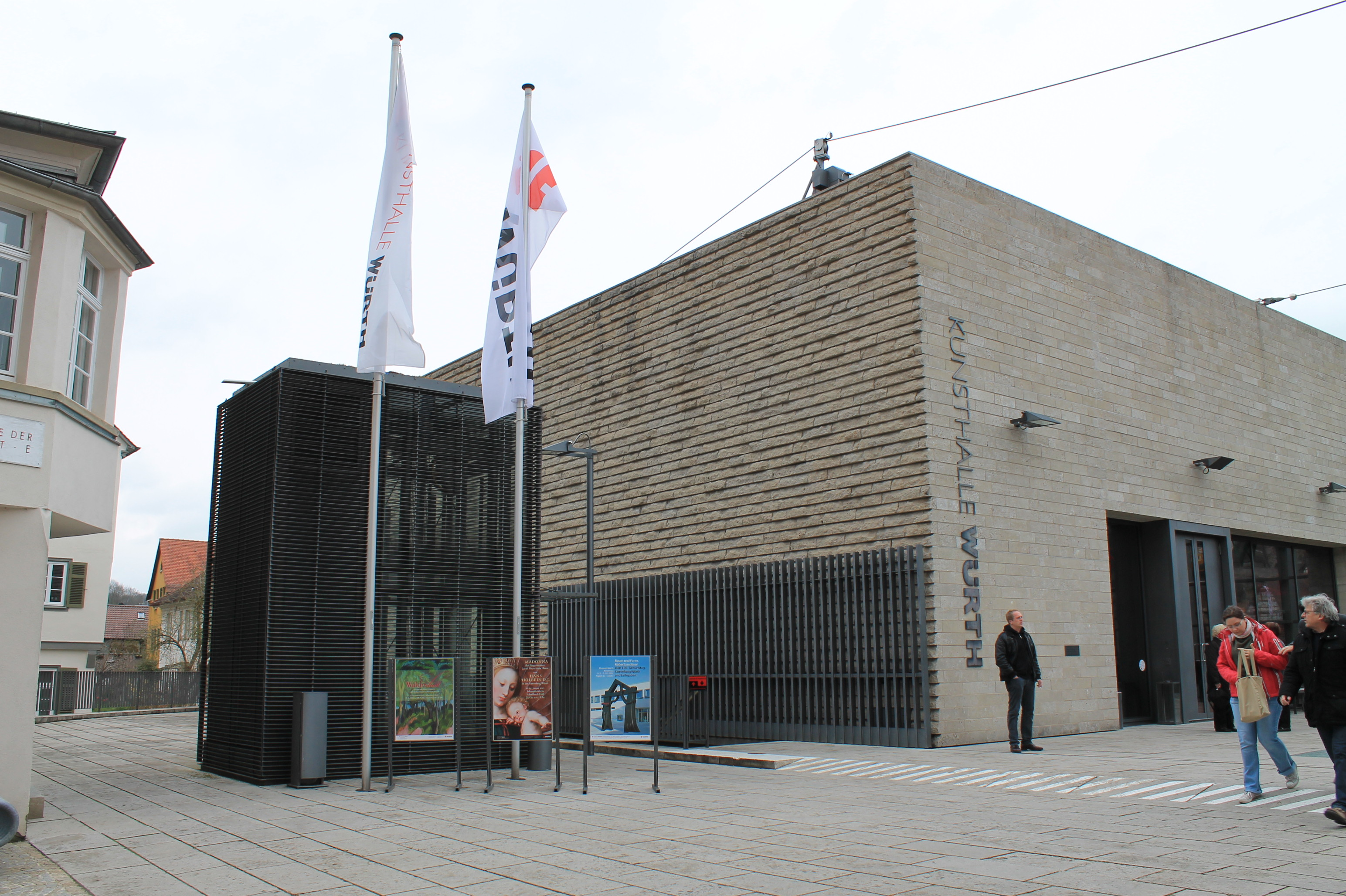
Le musée principal Kunsthalle Würth à Schwäbisch Hall

## Sources et bibliographie
en allemand
- (de) Hans Holbeins Madonna im Städel. Der Bürgermeister, sein Maler und seine Familie. Exhibit Catalog, Petersberg, 2004,  (ISBN 3-937251-24-3).
- (de) Oskar Bätschmann, Pascal Griener, Hans Holbein d. J. Die Darmstädter Madonna. Original gegen Fälschung, Fischer, Francfort-sur-le-Main 1998.
- (de) Christl Auge, Zur Deutung der Darmstädter Madonna, Lang, Francfort-sur-le-Main, 1993.
- (de) Günther Grundmann: Die Darmstädter Madonna, Eduard Roether, Darmstadt 1959.
- (de) Theodor Gaedertz: Hans Holbein der Jüngere und seine Madonna des Bürgermeisters Meyer. Mit den Abbildungen der Darmstädter und der Dresdener Madonna, Bolhoevener, Lübeck 1872.
- (de) Gustav Theodor Fechner: Ueber die Aechtheitsfrage der Holbein’schen Madonna: Discussion und Acten, Breitkopf & Härtel, Leipzig, 1871.
- (de) Dr Georg Haupt, Der Darmstadter Museumsstreit. Eine Verteidigungsschrift, Jena, Diederichs, 1904.